# Corinthians Association Football Club
Il Corinthians Association Football Club  è una società calcistica di Douglas, Isola di Man. Milita nella Premier League, la massima divisione del campionato nazionale.

## Storia
Fondato nel 1930, si è associato alla IoMFA solo nel 1933. Hanno vinto il primo trofeo nel 1949, battendo nella finale della Junior Cup gli avversari del St Marys A.F.C.. Nel 1966 e nel 1979 hanno vinto il titolo di Division Two. Nel 1984-85 retrocessero in Division Two. Nel 1989/90 conquistarono per la terza volta la vittoria del campionato di Division Two. Ottenuta la promozione, non riuscirono a conquistare la salvezza nel campionato successivo, retrocedendo nuovamente nel 1991/92. Il club rimase in seconda divisione fino alla stagione 1999/00 quando, essendosi classificati secondi dietro al Pulrose United A.F.C., ottennero la promozione.
Il 30 dicembre 2001, battendo in finale per 2-0 il Colby A.F.C. al “Bowl stadium” di Douglas, vinse la Gold Cup, dopo essere stato sconfitto in finale nelle tre precedenti edizioni. Furono anche finalisti della Manx FA Cup, persa per 1-0 contro il St Marys A.F.C. Nel 2001/02 ottennero la promozione in prima divisione dopo essersi classificati secondi dietro al Colby A.F.C.. Riuscirono ad ottenere la salvezza nelle due stagioni successive, retrocedendo nuovamente nel 2003-04. Nel 2004/05 vinsero la Woods Cup, battendo in finale il Police A.F.C. per 4-1 il 26 marzo 2005. Si classificarono secondi nel 2006/07 ottenendo la promozione battendo il Pulrose United A.F.C. per 3-1 il 2 maggio 2007.

## Palmarès

### Prima squadra

#### Campionato
- Division Two champions (3): 1965-66, 1978-79, 1989-90
  - 2º classificato (6): 1959-60, 1963-64, 1967-68, 1999-00, 2001-02, 2006-07[6]

#### Coppe
- Manx FA Cup Finalista (1): 2001
- Hospital Cup (2): 1956-57, 1959-60
  - Finalista (3): 1980-81, 1990-91, 2007-08
- Woods Cup (4): 1963-64, 1967-68, 1989-90, 2004-05
  - Finalista (1): 1998-99
- Paul Henry Gold Cup (1) [6]: 2001-02
  - Finalista (3): 1989-90, 1996-97, 2006-07

### Squadra riserve

#### Campionato
- Combination Two champions (8): 1968, 1987, 1993, 1997, 2001, 2004-05, 2005-06, 2006-07[11]

#### Coppe
- Junior Cup (2): 1948-49, 2006-07[11]
  - Finalista (2): 1961-62, 2001-02
- Cowell* Cup (4): 1984-85, 1992-93, 1993-94, 1995-96
  - Finalista (2): 1962-63, 2006-07

### Donne

#### Campionato
- Division One (1): 2006-07 (2º classificato)
- Division Two champions (2): 2001, 2004-05
  - 2º classificato (1): 2000

#### Coppe
- Manx Women'sFA Cup (1): 2004-05 (Finalista)
- HSBC Floodlit Cup (1): 2007-08
  - Finalista (1): 2006-07[12]